# Alfred Payrleitner

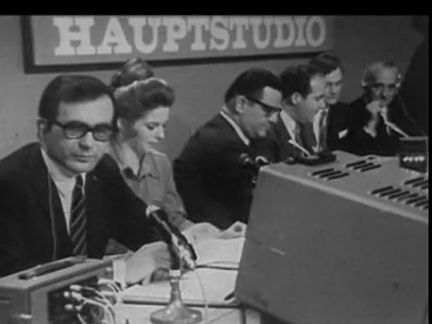
Alfred Payrleitner (erster von links) als Moderator der ORF-Wahlberichterstattung zur Nationalratswahl 1970

Alfred Payrleitner (* 10. März 1935 in Wien; † 4. April 2018) war ein österreichischer Journalist und Autor.

## Leben und Werk
Alfred Payrleitner besuchte das Akademische Gymnasium in Wien, wo er 1953 maturierte. Er studierte anschließend an der Hochschule für Welthandel. In seiner Diplomarbeit beschäftigte er sich mit Fragen der sowjetischen Wirtschaftsrechnung. Er begann seine journalistische Karriere bei der Zeitung Express. Danach war er bis 1967 freier Journalist.
1967 wurde Alfred Payrleitner stellvertretender Chefredakteur des ORF als Stellvertreter von Alfons Dalma. Dort war Payrleitner zugleich  Hauptabteilungsleiter für Politik und Zeitgeschehen. Als Moderator trat er unter anderem bei den Live-Berichterstattungen zu den Nationalratswahlen 1970 und 1971 sowie in der Sendung ORF-Report in Erscheinung.
1975 wechselte Alfred Payrleitner als Kommentarchef zur Tageszeitung Kurier. Im Jahre 1979 kehrte er zum ORF zurück und übernahm dort die Hauptabteilungen Dokumentationen (bis 1984) und Bildung und Zeitgeschehen (1984–1997). Im Zuge dieser Tätigkeit begründete er u. a. die Sendungen Auslandsreport (seit 2004 Weltjournal),
die preisgekrönte Dokumentationsreihe Universum und Modern Times (mit Werner Mück).
2007 wurde er zum Ehrenobmann der Leseranwaltschaft ernannt, bezeichnete dieses Gremium aber aufgrund fehlender Kompetenzen selbst als „sinnlos“. Die Leseranwaltschaft war vom Verein der Chefredakteure als Nachfolgerin des 2001 aufgelösten Presserates gegründet worden.
Nach seiner Tätigkeit beim ORF war Payrleitner bis 2009 erneut Kommentator für den Kurier.

## Publikationen
- Pharma-Industrie und Gesellschaft. Walter de Gruyter, 1988, ISBN 3-11-111125-3.
- Adler und Löwe. Österreicher und Tschechen. Die eifersüchtige Verwandtschaft. Kremayr & Scheriau, Wien 1990, ISBN 3-218-00490-X.
- Der Einfluß der Medien auf die bewußte kollektive Meinung.[3] In: Das Bewußtsein. Wiener Studien zur Wissenschaftstheorie. (4), 1992, S. 456–474.
- als Hrsg.: Der Zeuge aus dem Gletscher. Das Rätsel der frühen Alpen-Europäer. Carl Ueberreuter, Wien 1995, ISBN 3-8000-3478-6.
- als Hrsg.: Aufbruch aus der Erstarrung. Neue Wege in die österreichische Politik. Molden Verlag, Wien 2001, ISBN 3-85485-023-9.
- als Hrsg.: Die Fesseln der Republik. Ist Österreich reformierbar? Molden Verlag, Wien 2002, ISBN 3-85485-073-5.
- Österreicher und Tschechen. Alter Streit und neue Hoffnung. Böhlau Verlag, Wien 2003, ISBN 3-205-77041-2.
- als Hrsg.: Wurzeln und Visionen: Steirische Karrieren. Molden Verlag, Wien 2005, ISBN 3-85485-150-2.
- Wie neun Bundesländer wieder eins geworden sind. Ein heutiger Blick auf die Länderkonferenzen 1945. 2005.
- mit Gregor Woschnagg und Werner Mück: Hinter den Kulissen der EU. Österreichs EU-Vorsitz und die Zukunft Europas. Styria Verlag, Graz 2007, ISBN 978-3-222-13235-3.

## Auszeichnungen
- 1972: Österreichischer Staatspreis für publizistische Leistungen im Interesse der Geistigen Landesverteidigung[15]
- Berufstitel Professor[16]
- 1990: Österreichischer Staatspreis für Wissenschaftspublizistik (Sonderpreis)
- 1993: CableACE Award, Kategorie Educational or Instructional Special or Series (gemeinsam mit Rod Caird, W. Paterson Ferns und Michael Hild)[17]
- 1996: Fernsehpreis der Österreichischen Erwachsenenbildung[10][18]
- 2008: Felix-Ermacora-Menschenrechtspreis (gemeinsam mit Christian Strohal)[19][20]